# (2921) Sophocles
(2921) Sophocles (6525 P-L) – planetoida z pasa głównego asteroid okrążająca Słońce w ciągu 5,85 lat w średniej odległości 3,25 j.a. Odkryta 24 września 1960 roku.